# Cantó de Landerneau
El cantó de Landerneau (bretó Kanton Landerne) és una divisió administrativa francesa situat al departament de Finisterre a la regió de Bretanya.

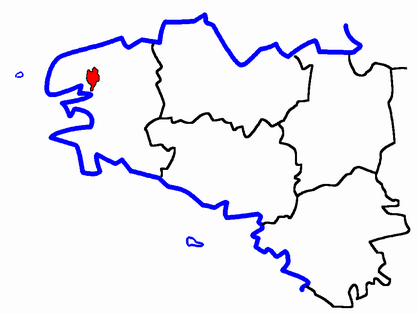
Situació del cantó

## Composició
El cantó aplega 8 comunes :
| Nom bretó          | Nom francès          | Nom gal·ló |
| Dirinonn           | Dirinon              | ---        |
| Ar Forest-Landerne | La Forest-Landerneau | ---        |
| Landerne           | Landerneau           | ---        |
| Penn-ar-C'hrann    | Pencran              | ---        |
| Plouedern          | Plouédern            | ---        |
| Sant-Divi          | Saint-Divy           | ---        |
| Sant-Tonan         | Saint-Thonan         | ---        |
| Tremaouezan        | Trémaouézan          | ---        |

## Història
| Data d'elecció                           | Identitat               | Partit | Qualitat |
| ---------------------------------------- | ----------------------- | ------ | -------- |
| 1987-1994                                | Jean-Pierre Thomin      | PS     |          |
| 1994-2001                                | Emmanuel Cuiec          | RPR    |          |
| 2001-                                    | Marie-Françoise Le Guen | UMP    |          |
| les dades anteriors no són pas conegudes |                         |        |          |
|                                          |                         |        |          |